# Otto Steinwachs

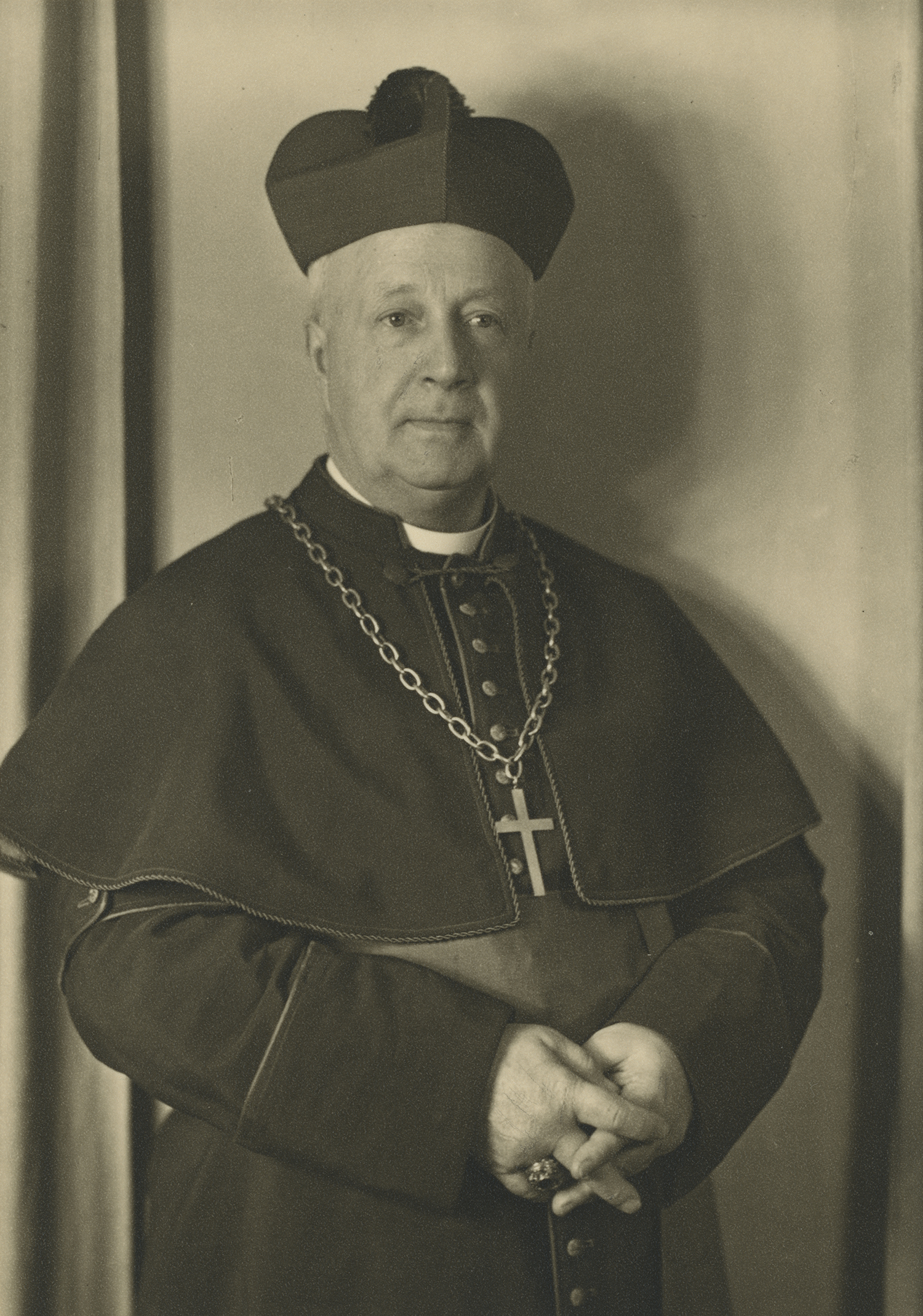
Weihbischof Otto Steinwachs

Otto Steinwachs (* 19. August 1882 in Offenbach am Main; † 13. Oktober 1977 in Neckargemünd) war Weihbischof der Altkatholischen Kirche in Deutschland.

## Leben
Steinwachs wurde 1882 als Sohn des ersten altkatholischen Pfarrers von Offenbach Adam Josef Steinwachs geboren. 1901 begann er das Studium der altkatholischen Theologie in Bonn. Die Priesterweihe empfing er 1904 durch Bischof Theodor Weber. Danach wurde er Vikar in München, wo er auch seine Dissertation zum Dr. phil. abschloss.
1908 wurde Steinwachs Pfarrer in Augsburg. Von 1911 bis 1951 arbeitete er als Pfarrer in Mannheim. Er vertrat 1943 kurzzeitig den Pfarrer von Freiburg im Breisgau während dessen Militärdienst bis zur Wiederbesetzung am 25. Oktober 1943. Nach dem Zweiten Weltkrieg wurde er 1946 zum Weihbischof ernannt. Die Bischofsweihe spendete ihm 1947 in Utrecht der Erzbischof von Utrecht Andreas Rinkel; Mitkonsekratoren waren die Bischöfe von Haarlem und Deventer, Jacob van der Oord und Engelbertus Lagerwey. Steinwachs war von 1950 bis 1953 Generalvikar.
In der Zeit von 1934 bis 1964 war Steinwachs Dekan und Präsident des Landessynodalrates. 1963 wurde ihm das Bundesverdienstkreuz 1. Klasse verliehen.
Nach ihm wurde der Otto-Steinwachs-Weg in Offenbach benannt. 
Er war mit Else Gutjahr verheiratet und hatte zwei Söhne, Hans Steinwachs und Dieter Steinwachs, die beide im Zweiten Weltkrieg gefallen waren, sowie eine Tochter, Annelise von Wehren, geborene Steinwachs (geb. am 23. Mai 1918). Annelise von Wehren bekam am 24. Januar 1949 einen Sohn, den sie gemeinsam mit ihrem Ehemann Joachim von Wehren nach den im Krieg gefallenen Brüdern Hans und Dieter Steinwachs benannte. Ihr Sohn hieß daher Hans-Diether von Wehren. Die junge Familie lebte danach ebenfalls in der Peter-Schnellbach-Straße in Neckargemünd.

## Werke
- Katholisches Gesang- und Gebetbuch für die Altkatholiken des Deutschen Reiches. Freiburg i. Br. 1924.
- Gnade und Gnadenmittel in der altkatholischen Kirche. Freiburg i. Br. 1928.
- Die Messe in der altkatholischen Kirche. 2. Auflage Freiburg i. Br. 1930.
- Leitfaden für den Erstkommunikantenunterricht in der altkatholischen Kirche. Willibrordbuchhandlung, Bonn 1951.